# Angiomas arácneos
El angioma o naevus arácneo también conocido como nevus aráneas, es un tipo de telangiectasias (vasos sanguíneos inflamados en la piel) que se encuentra ligeramente debajo de la superficie de la piel y a menudo presenta un punto rojo central con extensiones de color rojo intenso que se extienden hacia afuera, asemejándose a una telaraña o a las patas de una araña. Los angiomas son comunes y por lo general, benignos, presentándose en alrededor del 10-15% de los adultos sanos y niños pequeños. Sin embargo, la presencia de más de tres angiomas arácneos es probablemente anormal y puede ser un signo de enfermedad hepática y/o hepatitis C (virus VHC) o también sugerir la probabilidad de várices esofágicas.

## Signos y síntomas

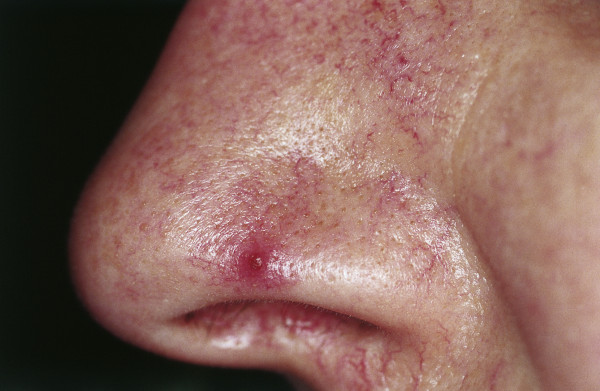
Nevo araneo: en el centro de la lesión roja se observa una pequeña pápula roja (1 mm), rodeada de varios vasos irradiantes. La presión sobre la lesión la hace desaparecer; sin embargo, al liberarse la presión, la arteriola central se rellena rápidamente

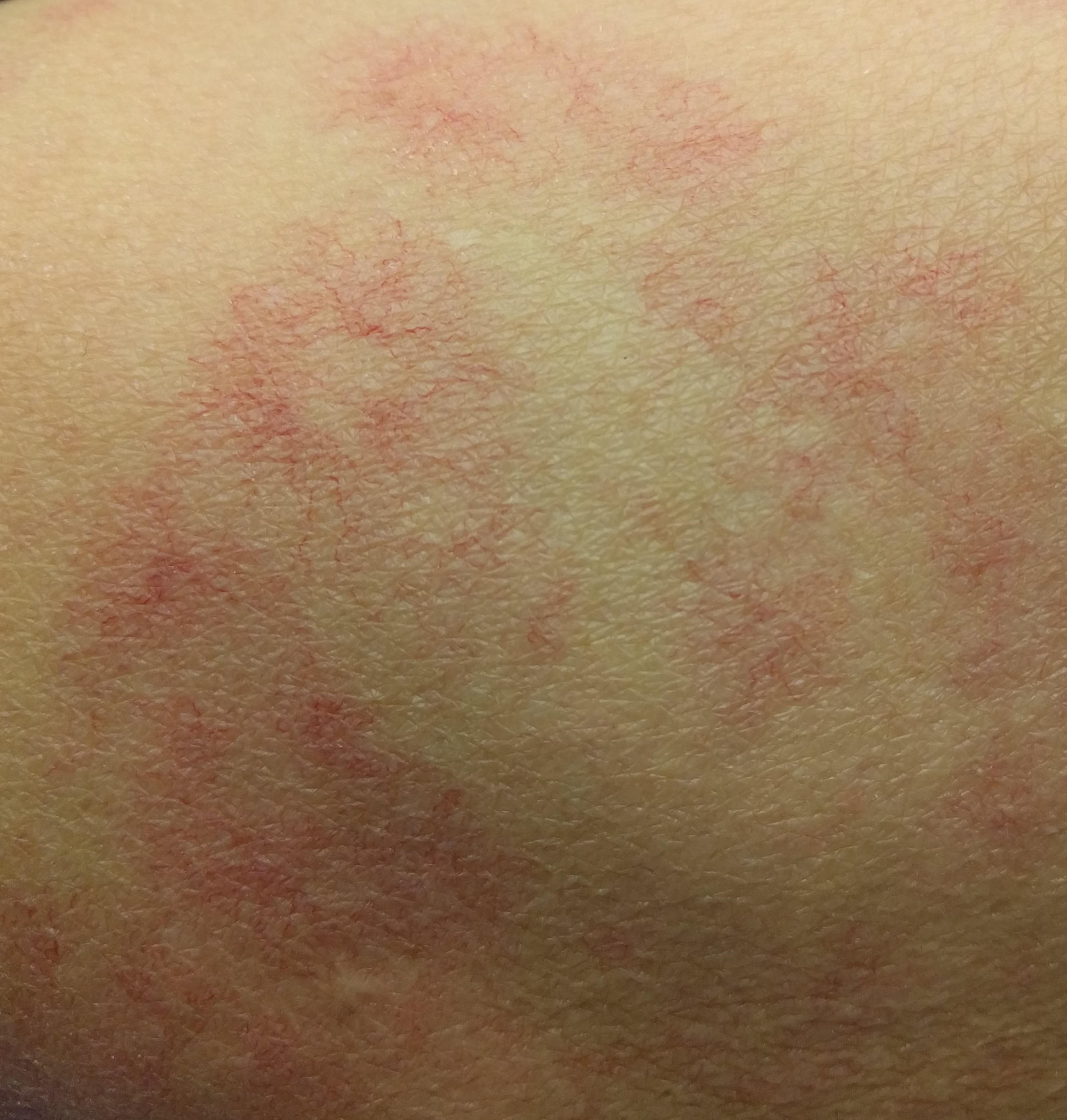
Angiomas aracniformes múltiples

Los angiomas arácneos se encuentran solamente en la distribución de la vena cava superior y, por lo tanto, aparecen comúnmente en la cara, el cuello, la parte superior del torso y los brazos.

## Causa
Los angiomas arácneos se forman debido al fallo del músculo esfínter que rodea una arteriola cutánea. El punto rojo central es la arteriola dilatada y las “patas de araña” rojas son capilares pequeños que transportan la sangre que fluye libremente.  Si se aplica presión momentánea es posible ver los capilares vacíos rellenarse desde el centro. Ningún otro angioma muestra este fenómeno.
La dilatación, a su vez, es causada por niveles elevados de estrógeno en la sangre. Muchas mujeres embarazadas y mujeres que usan anticonceptivos hormonales tienen angiomas arácneos, debido a niveles altos de estrógeno en la sangre. Las personas con enfermedades hepáticas significativas también presentan muchos angiomas arácneos ya que el hígado no puede metabolizar estrógenos circulantes, específicamente la estrona, que deriva del andrógeno androstenediona. Alrededor de 33% de los pacientes con cirrosis tienen angiomas arácneos.
Los angiomas arácneos (vasos sanguíneos en forma de araña en la piel) son uno de los principales síntomas causados por una infección del virus VHC. El descubrimiento de un paciente infectado con hepatitis C en una fase temprana de la infección aumenta las posibilidades de que el virus sea tratado y curado con éxito mediante medicamentos orales.  

## Diagnóstico
El diagnóstico se lleva a cabo a través de un examen clínico. Los nevus arácneos son más comúnmente tratados por médicos generales o dermatólogos. Aunque una lesión puede ser identificada como un nevus arácneo, esto no es un diagnóstico por sí solo. Desde una perspectiva médica, se podría indicar la existencia de una enfermedad subyacente que debería ser investigada.

## Tratamiento
Los angiomas arácneos son asintomáticos por lo cual generalmente se resuelven espontáneamente. Esto es habitual en casos de niños y pueden tardar varios años en desaparecer. Si los angiomas arácneos están asociados con el embarazo, es posible que se resuelvan después del parto. En el caso de las mujeres que toman anticonceptivos orales es muy posible que se resuelvan después de suspender estos anticonceptivos.[cita requerida]
En el caso de los angiomas arácneos en la cara se pueden utilizar técnicas como la electrodesecación y el tratamiento con láser para extirpar la lesión. Existe un pequeño riesgo de que se forme una cicatriz sin embargo no suele dejar cicatrices.